# Allan Clarke
Allan John Clarke (31 de juliol de 1946) és un exfutbolista anglès de la dècada de 1970 i entrenador.
Fou internacional amb la selecció d'Anglaterra amb la qual participà en la Copa del Món de futbol de 1970. Defensà els colors de Walsall, Fulham FC, Leicester City FC, Leeds United FC i Barnsley FC. Posteriorment fou entrenador.

## Palmarès
Leeds United
- Football League First Division: 1973-74
- FA Cup: 1972
- FA Charity Shield: 1969
- Copa de Fires: 1971